# Flickan och dimman
Flickan och dimman är en svensk kortfilm från 1997 i regi av Marcelo Racana. I rollerna ses bland andra Sima Millon, Sten Ljunggren och Arne Augustsson.

## Handling
Tioåriga flickan Sima är på väg hem efter skolan. Hon har stränga order från sin pappa att gå raka vägen hem, men denna dag kommer hon inte göra det eftersom träffar en brevbärare som ramlat av sin postcykel och skadat sig. Han övertalar henne att cykla ner till byn efter hjälp. Väl där stöter hon på en rad konstiga figurer och upplever hela livet under en dag.

## Rollista
- Sima Millon – Sima, flickan
- Sten Ljunggren – brevbäraren
- Arne Augustsson – Rolf Mattsson, TV-mannen
- Eivin Dahlgren – mannen i huset
- Rebecca Hayman – kvinnan i huset
- Fredrik Egerstrand – Oskar Lundqvist
- Carl-Johan Walleby – pojken med draken
- Freddie Wadling – mannen i bilvraket
- Peter Millon – Simas pappa

## Om filmen
Flickan och dimman spelades in under september och oktober 1996 och producerades av Johan Fälemark för Illusion Film & Television AB, Film i Väst AB och EU:s socialfond - mål 3. Manus skrevs av Isa Vandi och filmen fotades av Peter Hiltunen och Clas Rizell. Musiken komponerades av Tony Linfjärd och filmen klipptes av Lasse Summanen. Den premiärvisades den 19 april 1997 och året efter visades på Göteborgs filmfestival.